# Распределённый лаг
В эконометрике модель с распределённым лагом — это модель временного ряда, в которой в уравнение регрессии включено как текущее значение объясняющей переменной, так и значения этой переменной в предыдущих периодах.
Простейший пример модели с распределённым лагом: {\displaystyle y_{t}=a_{0}+b_{0}x_{t}+b_{1}x_{t-1}+\varepsilon _{t}}. В более общем случае,
{\displaystyle y_{t}=a_{0}+b_{0}x_{t}+b_{1}x_{t-1}+b_{2}x_{t-2}+...+b_{p}x_{t-p}+\varepsilon _{t}}
Здесь можно говорить о краткосрочном воздействии объясняющей переменной на объясняемую ({\displaystyle b_{0}}), а также о долгосрочном ({\displaystyle \sum _{i=0}^{p}b_{i}})
Данная модель, в свою очередь, является частным случаем Модели авторегрессии и распределённого лага.
Примеры макроэкономических моделей, в которых важен временной лаг:
- Функция потребления
- Создание денег в банковской системе
- Связь между денежной массой и уровнем цен
- Лаг между расходами на НИОКР и производительностью
- «Кривая джей» (J-curve) связи между валютным курсом и торговым балансом
- Модель акселератора инвестиций

Причины существования лагов можно разделить на три группы:
- Технологические
- Институциональные
- Психологические

Основную сложность для эмпирической оценки модели с распределённым лагом представляет наличие мультиколлинеарности, так как в экономических данных соседние значения одного и того же ряда данных обычно высоко коррелированы друг с другом. Кроме того, не всегда возможно априори определить, сколько лаговых переменных стоит включать в модель. Существуют даже модели с бесконечным числом лаговых регрессов, коэффициенты при которых бесконечно уменьшаются (например, в геометрической прогрессии). Существует множество специальных технологий для работы с распределенными лагами: так, метод Тинбергена и Альта представляет собой «метод большого пальца» для определения оптимального числа лаговых переменных, не внося дополнительных предпосылок в модель. Модели Койка и Алмон, напротив, вводят предпосылки относительно лаговых коэффициентов, позволяющие упростить их оценку.

## Подход Тинбергена и Альта
Подход Тинбергена и Альта позволяет нащупать баланс между точностью модели (числом включенных лаговых переменных) и качеством оценки (мультиколлинеарностью). Он предполагает последовательную оценку моделей:
- {\displaystyle y_{t}=a_{0}+b_{0}x_{t}+\varepsilon _{t}}
- {\displaystyle y_{t}=a_{0}+b_{0}x_{t}+b_{1}x_{t-1}+\varepsilon _{t}}
- {\displaystyle y_{t}=a_{0}+b_{0}x_{t}+b_{1}x_{t-1}+b_{2}x_{t-2}+\varepsilon _{t}}

Остановка процесса рекомендуется, когда какой-либо из коэффициентов при лаговых переменных меняет знак или становится статистически незначимым, что является следствием возникновения мультиколлинеарности. Кроме того, маловероятна, но возможна такая ситуация, когда просто не будет достаточно наблюдений для дальнейшего увеличения числа лаговых переменных.

## Преобразование Койка
Преобразование Койка — приём, позволяющий оценить модель с распределёнными лагами путём простого предположения о том, что коэффициенты при лаговых переменных убывают в геометрической прогрессии с увеличением лага:
{\displaystyle y_{t}=a_{0}+\sum _{i=0}^{\infty }b\lambda ^{i}x_{t-i}+\varepsilon _{t}}
В этой модели несложно найти средний лаг {\displaystyle {\frac {\lambda }{1-\lambda }}}, а также медианный лаг {\displaystyle log_{\lambda }{0.5}}.
Вычтя из данного уравнения уравнение для {\displaystyle y_{t-1}}, умноженное на {\displaystyle \lambda }, получаем простую модель:
{\displaystyle y_{t}=a_{0}+bx_{t}+\lambda y_{t-1}+\varepsilon _{t}-\lambda \varepsilon _{t-1}}
Эта модель легко может быть оценена обычным методом наименьших квадратов без потери степеней свободы. Здесь, однако, существует автокорреляция случайного члена ({\displaystyle \varepsilon _{t}-\lambda \varepsilon _{t-1}} c {\displaystyle \varepsilon _{t-1}-\lambda \varepsilon _{t-2}}), и, что хуже, случайный член коррелирует с объясняющей переменной {\displaystyle y_{t-1}}. Поэтому для оценки модели рекомендуется использовать метод инструментальных переменных или оценивать исходную модель с помощью нелинейного метода наименьших квадратов.
Преобразование Койка иллюстрирует взаимосвязь моделей с распределённым лагом и авторегрессионных моделей. Модели Койка соответствуют два широко применяемых теоретических подхода к распределённым лагам: модель адаптивных ожиданий и модель частичной подстройки (partial/stock adjustment).

### Модель адаптивных ожиданий
Предполагается, что зависимая переменная является функцией от ожидаемого значения объясняющей переменной. Это характерно, например, для моделей инфляции.
{\displaystyle y_{t}=b_{0}+b_{1}x_{t}^{e}+\varepsilon _{t}}
Ожидания же формируются как средневзвешенное из предыдущих ожиданий и текущего значения переменной:
{\displaystyle x_{t}^{e}=(1-\lambda )x_{t-1}^{e}+\lambda x_{t}}
Алгебраические манипуляции приводят к построению модели, по форме совпадающей с моделью Койка:
{\displaystyle y_{t}=\lambda b_{0}+\lambda b_{1}x_{t}+(1-\lambda )y_{t-1}+(\varepsilon _{t}-(1-\lambda )\varepsilon _{t-1})}

### Модель частичной подстройки
Модель частичной подстройки предполагает наличие долгосрочной зависимости:
{\displaystyle y_{t}^{*}=b_{0}+b_{1}x_{t}+\varepsilon _{t}}
Это характерно, например, для моделей экономического роста, где потенциальный выпуск определяется спросом. Однако объясняемая переменная не может моментально подстроиться под изменения объясняющей:
{\displaystyle y_{t}-y_{t-1}=\delta (y_{t}^{*}-y_{t-1})}
Таким образом, принципиальное различие моделей частичной подстройки и адаптивных ожиданий состоит в том, какая переменная изменяется не мгновенно: объясняемая или объясняющая. Однако функциональная форма у них схожая: после преобразований, получим
{\displaystyle y_{t}=\delta b_{0}+\delta b_{1}x_{t}+(1-\delta )y_{t-1}+\delta \varepsilon _{t}}
Можно заметить, что здесь, в отличие от модели адаптивных ожиданий, нет корреляции ошибок друг с другом и с объясняющей переменной. Однако выбор модели, конечно, должен объясняться не удобством её оценки, а теоретическими предпосылками, лежащими в основе исследуемого явления.

## Лаги Алмон
Оценивая модель {\displaystyle y_{t}=a_{0}+\sum _{i=0}^{p}b_{i}x_{t-i}+\varepsilon _{t}}, можно предположить, что коэффициент при лаговой переменной меняется в некотором смысле плавно, и приблизить его с помощью многочлена: {\displaystyle b_{i}=c_{0}+\sum _{j=1}^{q}c_{j}i^{j}}. Линейное преобразование переменных позволяет оценить модель с помощью обычного МНК, причём число степеней свободы, естественно, будет больше, чем при оценке {\displaystyle b_{i}} по отдельности, если только q<p.
{\displaystyle y_{t}=a_{0}+\sum _{i=0}^{p}(c_{0}+\sum _{j=1}^{q}c_{j}i^{j})x_{t-i}+\varepsilon _{t}=a_{0}+c_{0}(\sum _{i=1}^{p}x_{t-i})+\sum _{j=1}^{q}c_{j}(\sum _{i=1}^{p}x_{t-i}i^{j})+\varepsilon _{t}=a_{0}+c_{0}z_{0}+\sum _{j=1}^{q}c_{j}z_{j}+\varepsilon _{t}}
Налагая различные ограничения (максимальная степень, начальные и конченые условия)на многочлены, можно сконструировать наиболее удовлетворительную модель. Однако такой подход оставляет место для ошибок спецификации и субъективной подгонки моделей, так как статистического способа определить необходимую форму многочлена не существует.